# Candy (Drippin' Like Water)
"Candy (Drippin' Like Water)" é uma canção do rapper estadunidense Snoop Dogg, lançada em 12 de dezembro de 2006 como terceiro single para o oitavo álbum de estúdio Tha Blue Carpet Treatment. A canção foi produzida por Rick Rock, e conta com a participação dos rappers E-40, MC Eiht, Goldie Loc e dos membros do grupo Tha Dogg Pound Daz Dillinger e Kurupt.

## Vídeo e música
O vídeo da música foi filmado no Hollywood Boulevard em Hollywood, Los Angeles.

## Faixas e formatos
| Descarga digital |         |         |  |
| N.º              | Título  | Duração |  |
| 1.               | "Vato"  | 4:43    |  |
| 2.               | "Candy" | 4:29    |  |

## Créditos
- Composição: C. Broadus, E. Stephens, K. Spillman, D. Arnaud, R. Brown, A. Tyler, R. Thomas, R. Emmanuel, Butler, Vieira, Irving, L. Blackmon, T. Jenkins
- Produtor(s): Rick Rock
- Produtor do vídeo: Snoopadelic Films
- Diretor do vídeo: Pook Brown